# Clitaetra episinoides
Clitaetra episinoides is een spinnensoort uit de familie van de wielwebspinnen (Araneidae).
De wetenschappelijke naam van de soort werd in 1889 gepubliceerd door Eugène Simon.